# Pinscher pitic
Pinscherul pitic care se întâlnește și sub denumirea de Min Pin sau Zwergpinscher, este o rasă de câine de talie mică originară din Germania. Rasa a fost încadrată de Kennel Club alături de Affenpinscher, Pinscherul austriac, Dobermanul și împreună cu alți căței de talie mică. Pinscherul pitic este recunoscut ca fiind king of the toys („regele animalelor de companie de talie mică”).

## Istoricul și originea rasei
Pinscherul pitic este un câine originar din Germania. Această rasă este cunoscută de peste 300 de ani aparținând familiei Pinscher-Schneizer. Pinscherul a fost creat în urma împerecherii diferitelor rase incluzând ogarul italian, pinscher-ul german și teckelul. Inițial, această rasă a fost folosită pentru vânarea șobolanilor din grajdurile de vite. Denumirea câinelui vine de la cuvântul "pinscher" care în limba germană înseamnă "terrier". În fapt, Pinscherul a fost cunoscut și sub numele de Micul Terrier German. Popularitatea Pinscher-ului pitic a crescut în Germania spre sfârșitul anilor 1800 și la începutul anilor 1900. În anul 1895 a fost întemeiat în Germania, Pinscher Club-ul German, care ulteroior a devenit Pinscher Schnauzer Klub. În 1920, pinscherii pitici și-au făcut apariția în Statele Unite în urma importurilor, iar în anul 1929 a fost fondat Miniature Pinscher Club of America. În momentul de față, această rasă are un succes în continuă creștere.

## Aspectul exterior și dimensiunile
Pinscher-ul pitic este un câine de talie mică, compact, musculos arătând similar unei versiuni mai mici a Doberman-ului Pinscher. Ochii sunt ovali, lucioși și de culoare închisă. Botul este rectiliniu, lung, iar urechile sunt purtate ridicate, putând fi cupate sau nu. Linia spinării este fie la același nivel, fie este înclinată ușor spre membrele posterioare. Coada câinelui este purtată ridicată, iar picioarele sunt mici, similare felinelor. Picioarele din față sunt drepte, iar pintenii anexați lor, la cererea stăpânilor se amputează. Părul este scurt și lucios, putând fi roșcat, negru și cafeniu sau ciocolatiu. Câinele prezintă un neobișnuit mers înțepat.

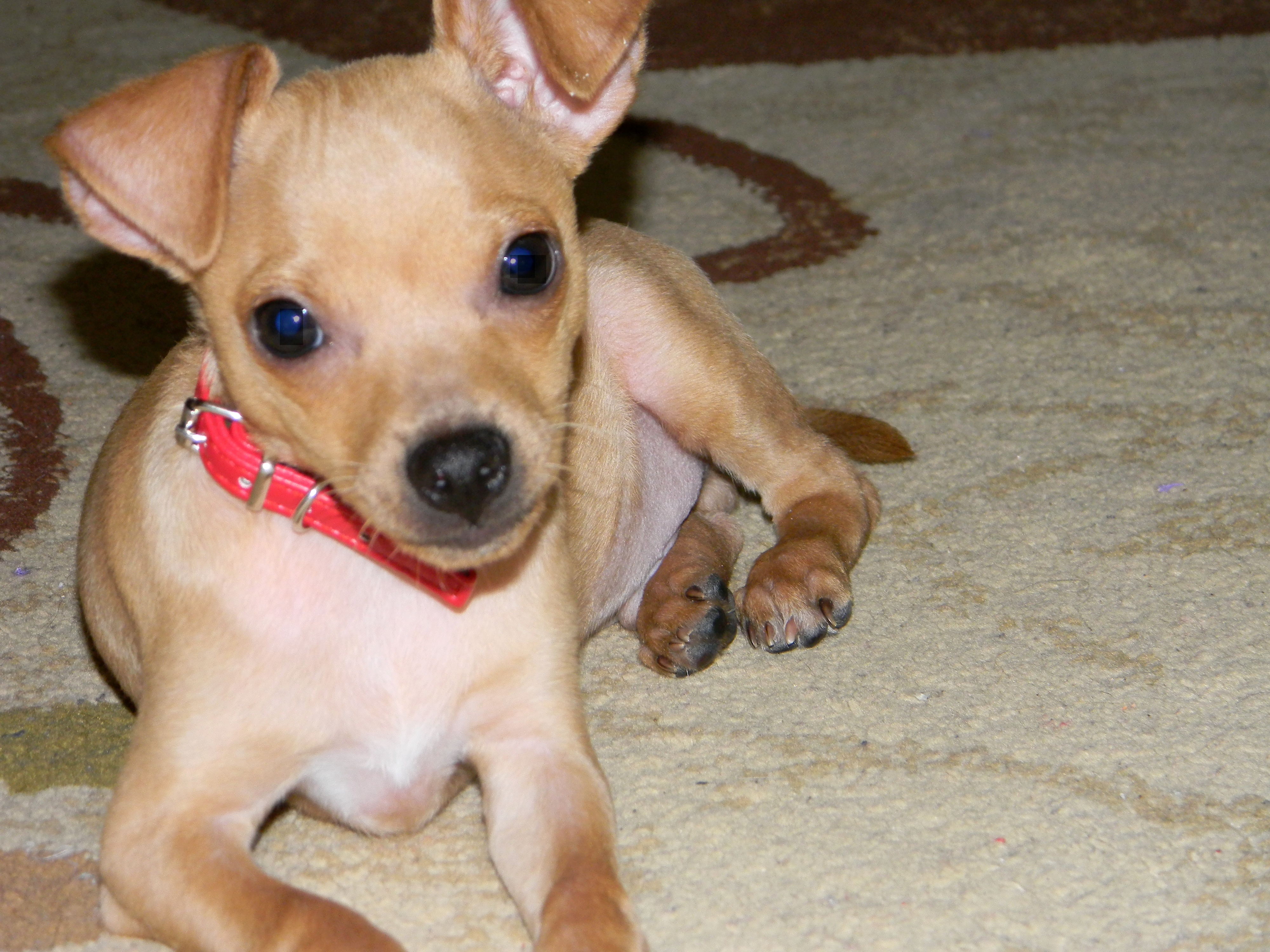
Un pui de pinscher pitic, de culoare galben- căprioară

Adultul are o înălțime de circa: 
- 25–30 cm la mascul;
- 25–28 cm la femelă;

și o greutate de:
- 4–5 kg la mascul;
- 3,5-4 kg la femelă;

## Personalitatea
Pinscher-ul pitic este un câine plin de viață și inteligent. Foarte jucăuș și curajos, Pinscher-ul pitic este uneori foarte încăpățânat. Are tendința de a lătra mult, în special, când simte apropierea vreunui străin. Pinscher-ii sunt câini loiali stăpânilor lor, fiind destul de protectivi. Acești câini nu trebuie răsfățați prea mult pentru că au tendința de a deveni tirani. Pinscher-ii învață foarte repede. Veți fi uimiți ce repede vă va înțelege și asculta. Este indicat ca Pinscher-ul să socializeze din copilărie atât cu alți câini, cât și cu oamenii. Trebuie să acordați o atenție deosebită deprinderii Pinscher-ului dumneavoastră să nu-și facă nevoile în casă, cercetând meticulos spațiile care-i sunt accesibile pentru a sesiza la timp murdăria făcută de acesta, mustruluindu-l pentru a înțelege că nu i se acceptă asemenea lucruri. Altfel, va înțelege că sunteți perfect de acord să-și facă necesitățile în casă, ulterior, fiind greu de dezobișnuit. Adesea, Pinscher-ul este denumit "regele jucăriilor". Fiți atenți că acest "cățelus" are tendința să mestece obiecte mici pe care le poate înghiți. Nu îl hrăniți în exces.

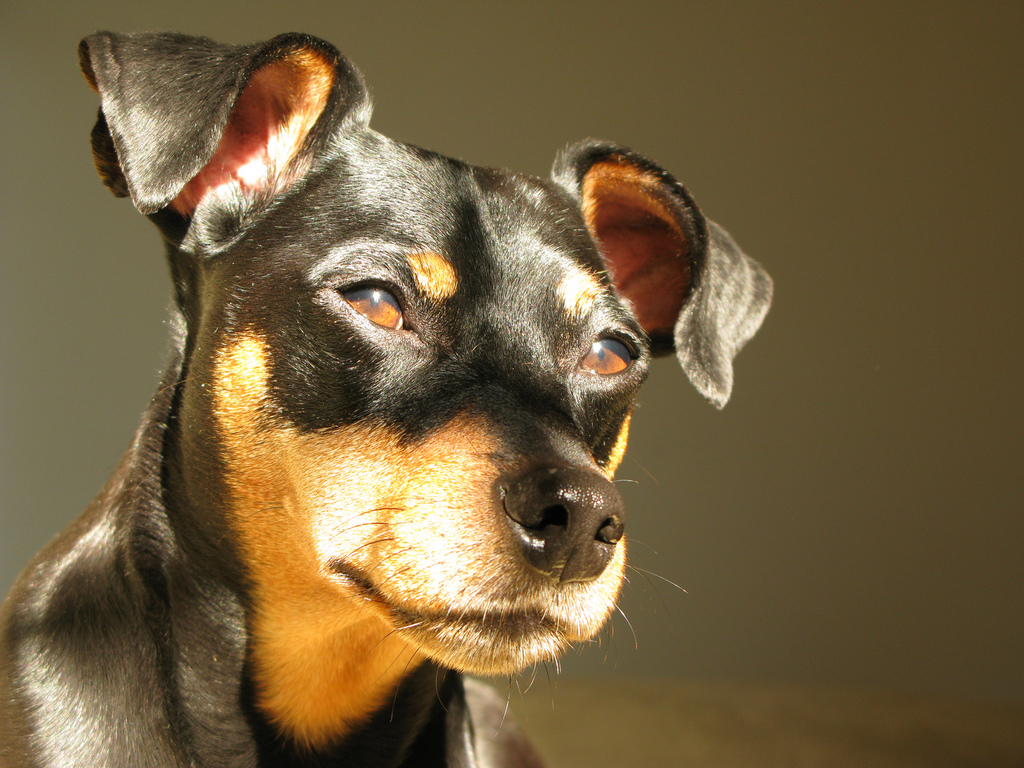
Pinscher pitic negru cu pete de foc

## Dresajul
Pinscherul pitic nu este acel gen de câine care ar necesita vreun dresaj special însă ar fi păcat să nu fie dresat și spunem acest lucru, datorită multitudinii de calități native și deprinderi excepționale, pe care le dețin câinii din această rasă. Sunt câini care învață extrem de repede. Veți fi surprinși de viteza cu care un Pinscher pitic înțelege și își îndeplinește comenzile.

## Relațiile cu familia și casa
Pinscherul pitic este un câine bun pentru persoanele care locuiesc în apartamente. Sunt câini destul de activi în interiorul căminului, dar nu necesită o curte mare, dacă sunt plimbați suficient. Dacă sunt lăsați singuri într-o curte îngrădită, asigurați-vă că gardul care împrejmuiește curtea nu poate fi penetrat, deoarece Pinscher-ul pitic va încerca să evadeze pentru a se alătura din nou familiei sale. Pinscher-ul îți iubeste familia și îi place să fie în centrul atenției și să ia parte la activitățile familiale.
Este un câine loial și destul de posesiv cu familia sa, ceea ce îl face un câine de pază bun. Rasa poate fi agresivă sau mai degrabă suspicioasă cu străinii, dacă nu socializează adecvat în copilărie. Unele exemplare pot fi foarte agresive cu alți câini, dar sunt, în general, tolerante cu alte animale de companie și cu copiii, atâta timp cât aceștia nu sunt sâcâitori.

## Îngrijire

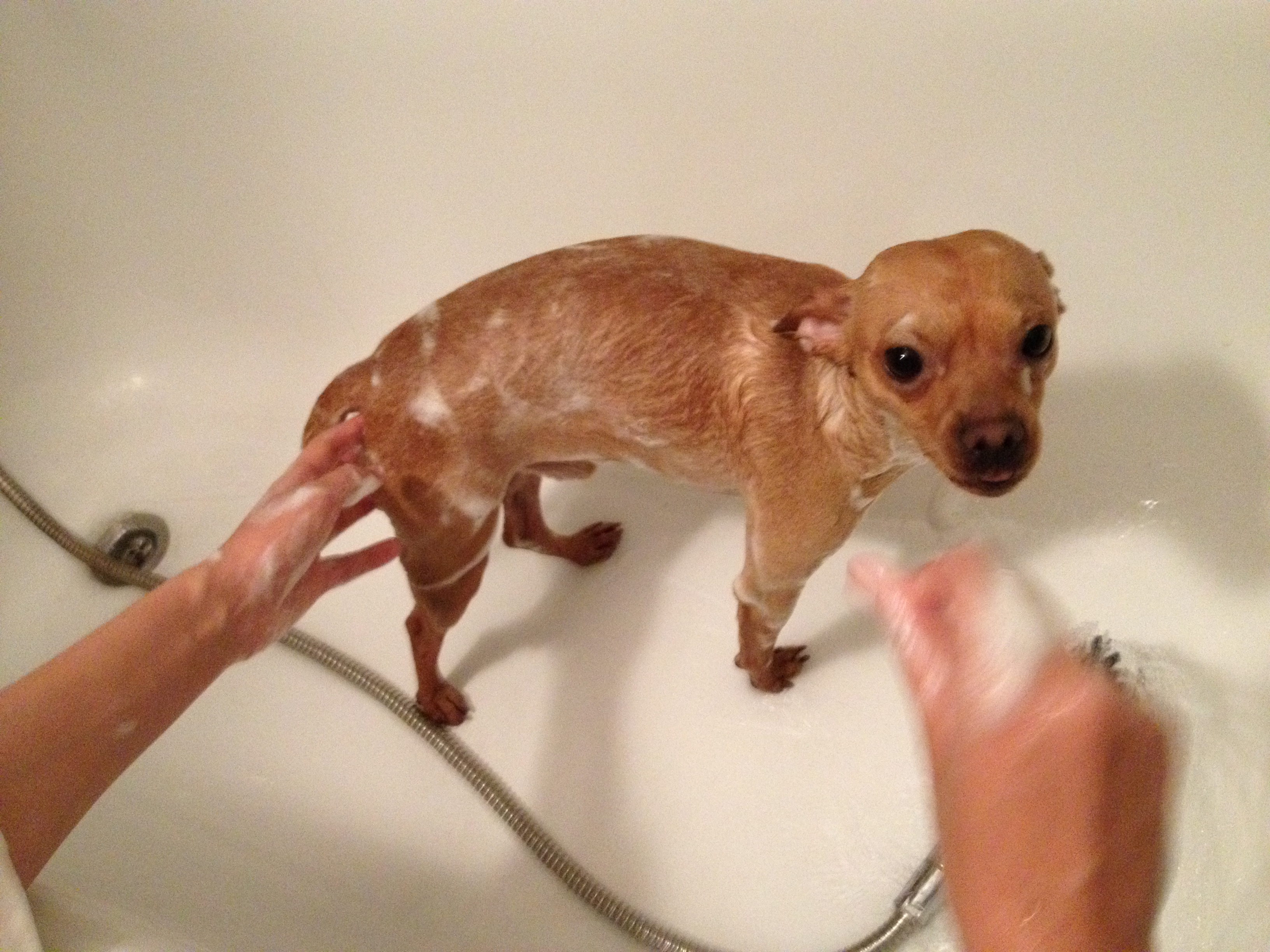
Pinscher la baie

Pinscherul pitic este foarte fericit dacă va beneficia de trei ieșiri pe zi din apartament, astfel încât să poată face mișcare nestingherit prin jurul blocului.
Blana acestui câine are nevoie de un periaj ocazional mai ales în perioada de năpârlire.
Pentru spălarea pinscherului se recomandă folosirea unui șampon pentru căței, însă nu trebuie îmbăiat prea des, având în vedere că are părul scurt, iar prea multe băi îi pot irita pielea. În locul băilor, ori de câte ori e nevoie, poți șterge câinele cu un prosop umezit cu apă calduță.

## Boli și afecțiuni
Pinscher-ul pitic este, în general, un câine foarte sănătos, cu minime griji de ordin medical.
- Entropionul este o afecțiune a pleoapelor ce implică răsucirea spre interior a marginii libere a acestora. Genele de la nivelul marginii libere a pleoapelor irită suprafața globului ocular, putând duce la probleme mult mai grave.
- Degenerarea retiniana progresiva este o afecțiune care determină degenerarea celulelor nervoase de la nivelul retinei. Tulburarea poate duce la orbire.
- Cataracta determină o pierdere a transparenței normale a cristalinului. Poți vedea o colorație albă, de aspect tulbure la nivelul pupilei, care este în mod normal neagră. Afecțiunea se poate produce la unul sau ambii ochi și poate conduce la orbire.
- Maladia Legg-Calve Perthes, o afecțiune a articulațiilor coxofemurale, determină durere și o șchiopătură consecutivă.
- Discopatia cervicală este o afecțiune a discurilor cervicale de la nivelul gâtului ce determină durere semnificativă.
- Diabetul zaharat este o boală a pancreasului asociată producției insuficiențe de insulină.
- Pinscher-ul pitic este, de asemenea, predispus la epilepsie, luxație patelară și surditate.

Durata medie de viață a Pinscher-ului pitic este de peste 15 ani.